# 有田二郎
有田二郎（日語：有田 二郎/ありた じろう，1904年7月1日—1980年10月28日），日本的政治家、商人，1954年因为牵扯造船疑狱而被捕。